# Hank Moonjean
Hank Moonjean (* 19. Januar 1930 in Evanston, Illinois; † 7. Oktober 2012 in Los Angeles, Kalifornien) war ein US-amerikanischer Filmproduzent. 

## Leben
Vor seiner Karriere im Filmgeschäft absolvierte Moonjean ein Studium an der University of Southern California. Im Anschluss war er ab 1954 als Dolmetscher für MGM tätig. Ab Mitte der 1950er Jahre arbeitete er als Regieassistent. Sein erster diesbezüglicher Film war Die Saat der Gewalt, wobei er hierfür nicht namentlich aufgeführt wurde. Er war als Regieassistent insgesamt an rund 30 Filmproduktionen beteiligt, zuletzt im Jahr 1972. 
Beginnend mit Dominique – Die singende Nonne aus dem Jahr 1966 war Moonjean bis in die 1970er Jahre auch als Koproduzent (associate producer) tätig. Zum Ende des Jahrzehnts stieg er dann zum eigenständigen Filmproduzent auf und finanzierte vor allem Filme mit Burt Reynolds in der Hauptrolle. Ende der 1980er Jahre endet seine Tätigkeit als Produzent.
Bei der Oscarverleihung 1989 waren er und seine Kollegin Norma Heyman für die Produktion von Gefährliche Liebschaften für den Oscar in der Kategorie Bester Film nominiert.
Bereits 1984 hatte er für seine Beteiligung an Der rasende Gockel eine Nominierung für die Goldene Himbeere in der Kategorie Schlechtester Film erhalten. 
2008 veröffentlichte Moonjean mit dem Buch In The Peacocks: Memoirs Of A Hollywood Producer seine Erinnerungen. 

## Filmografie (Auswahl)
Produzent
- 1978: Um Kopf und Kragen (Hooper)
- 1980: Das ausgekochte Schlitzohr ist wieder auf Achse (Smokey and the Bandit II)
- 1981: Die unglaubliche Geschichte der Mrs. K. (The Incredible Shrinking Woman)
- 1981: Sharky und seine Profis (Sharky's Machine)
- 1982: Ich brauche einen Erben (Paternity)
- 1983: Der rasende Gockel (Stroker Ace)
- 1988: Katies Sehnsucht (Stealing Home)
- 1988: Gefährliche Liebschaften

Regieassistent
- 1955: Die Saat der Gewalt (Blackboard Jungle)
- 1962: Süßer Vogel Jugend (Sweet Bird of Youth)
- 1968: Ein seltsames Paar (The Odd Couple)